# 4PM
Pour plus de détails, voir Fiche technique et Distribution.
4PM est un film sud-coréen réalisé par Jay Song, sorti en 2024.

## Synopsis
La vie d'un couple vire au cauchemar parce qu'un voisin vient les voir tous les jours à 16 heures.

## Fiche technique
- Titre : 4PM
- Réalisation : Jay Song
- Scénario : Kim Hae-gon d'après Les Catilinaires d'Amélie Nothomb[1]
- Photographie :
- Montage : Steve M. Choe
- Société de production : Daydream Entertainment
- Pays :  Corée du Sud
- Genre : Comédie noire[1] et thriller
- Durée : 111 minutes
- Dates de sortie : 
  -  Corée du Sud : 23 octobre 2024

## Distribution
- Oh Dal-su : Jeong-in
- Jang Young-nam : Hyeon-sook
- Kim Hong-pa : Yook-nam
- Min Do-hee

## Distinctions
Le film a été présenté en sélection officielle en compétition lors du FanTasia 2024 et il a reçu le prix spécial du jury au BendFilm Festival 2024.